# راسهوفايت
راسهوفايت (بالبلغارية: Рашовите)‏ قرية تقع إدارياً ضمن تريافنا في بلغاريا. ويبلغ عدد سكانها 1 نسمة حسب تعداد 15 مارس 2015. تعتمد راسهوفايت للبريد على الرمز البريدي 5350.